# Hải Dương, Yên Đài
Hải Dương (tiếng Trung:海阳市, Hán Việt: Hải Dương thị) là một thành phố cấp huyện của địa cấp thị Yên Đài, tỉnh Sơn Đông, Cộng hòa Nhân dân Trung Hoa. Thành phố này có diện tích 1886,84 km2 và dân số 690.000 người. Thành phố Hải Dương nằm giữa trung tâm của Thanh Đảo, Yên Đài và Uy Hải. Ở đây có bãi biển rộng, rừng quốc gia và khu dự trữ vùng đất ngập nước, là nơi có nhiều hoạt động trên bãi biển và du thuyền. 